# Winterborne Herringston
Winterborne Herringston est une paroisse civile et un village du Dorset, en Angleterre.